# Hemisfério continental
O Hemisfério continental é o Hemisfério do Planeta Terra cuja superfície apresenta a maior porção possível de terras (Continentes e ilhas). A superfície terrestre apresenta 29,21 % de terras. No Hemisfério Norte cerca de 2/5 (41%) são terras e no Hemisfério Sul são apenas 1/6 (17%). O chamado hemisfério continental ou mesmo terrestre é aquele que contém aproximadamente 7/8 (87,5%) dos 148,7 milhões de km² das terras sobre o globo.

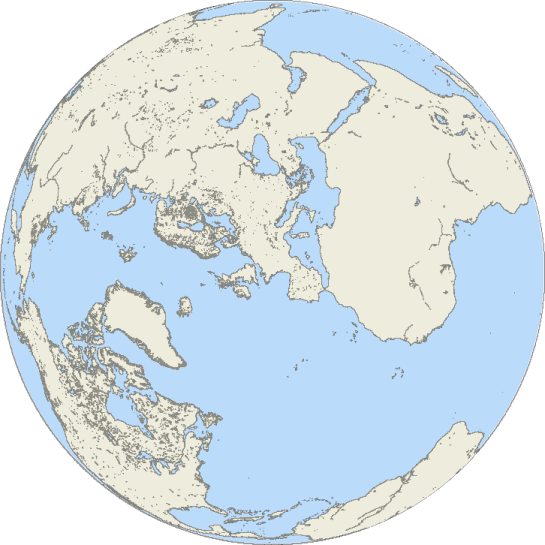
Globo terrestre centrado no polo do Hemisfério Continental (Bretanha, França)- Projeção "Lambert".

Seu polo fica na Bretanha, noroeste da França, em locações próximas que são objeto de diferentes cálculos:
- Conf. Prof. Alphonse Berget (1912) - Ilha Dumet - foz do Rio Vilaine - 47°24'42"N - 2°37'15"O.[1]
- Golfo de Morbihan - 47°36'N - 2°48'O
- Nas proximidades de Nantes (mais recente e aceita) 47°13'N - 1°32'O

Essa localização tem a característica que permite sua consideração como "Centro Geográfico da Terra" (das terras emersas), Seu oposto é o  Hemisfério de água, cujo centro fica a sudeste da ilha Sul da Nova Zelândia.
Esse hemisfério, cuja superfície é 47% terrestre, contém quase toda Ásia (95%), toda Europa, toda África, toda América do Norte, quase toda América do Sul (75%). No hemisfério oposto, o "Oceânico", cujo polo (47º36'S - 177º12'L) fica a sudeste da Ilha do Sul da Nova Zelândia, ficam apenas a Antártica, toda Oceania, o sul da Argentina e do Chile, a Indonésia, as Filipinas, o sul e o sudeste da Indochina.
O círculo máximo com raio de cerca de 6.371 km que separa esses dois hemisférios corta o Equador nas longitudes 87º12'L e 92º48'O e passa também, dentre outros, pelos pontos 42º24'S - 2º48'O (seu extremo Sul) e 42º24'N - 177º12'E (seu extremo Norte)